# Королеви крику
«Королеви крику» (англ. Scream Queens, буквально «Королеви верещання») — американський телесеріал-антологія у жанрі комедійного хорору, створений Раяном Мерфі, Бредом Фальчуком та Ієном Бреннаном. Прем'єра першого сезону відбулася 22 вересня 2015 року на телеканалі Fox. Сюжет першого сезону обертається навколо університетського кампусу, де з'явився серійний убивця Червоний дідько.
15 січня 2016 Fox продовжив серіал на другий сезон, який стартував 20 вересня 2016 року і закінчився 20 грудня 2016 року. У травні 2020 року стало відомо про початок роботи над третім сезоном серіалу, проте станом на кінець 2023 року він не знятий.

## Синопсис
У кожному університеті в Сполучених Штатах існують кілька братств, де вступ можливий лише для обраних осіб. У студентському містечку Воллес теж діє це неписане правило. Там існує та активно функціонує сестринство «Каппа Каппа Тау» (грец. ΚΚΤ), яке очолює безжалісна й холодна Шанель Оберлін (акторка Емма Робертс). Аби мати надію на прийняття до цього суспільства, потрібно бути справжньою красунею з благополучної родини, причому вже перед вступом доведеться пройти ряд суворих випробувань.
Але адміністрація університету не схвалює традиційні практики, які існують у братствах та сестринствах, і декан вирішив розширити круг кандидатів, приймаючи не лише тих, хто відзначається зовнішньою привабливістю, а й усіх охочих. Це стало справжнім випробуванням для старших членок сестринства, а особливо для самої Шанель. Однак ситуацію ще більше ускладнює те, що невідомий маніяк починає вбивати одну за одною дівчат, створюючи атмосферу жаху в університетському середовищі.

## У ролях
| Актор            | Персонаж                                     | Персонаж                                     |                |
| Актор            | Каппа Каппа Тау (2015)                       | Шпиталь (2016)                               |                |
| ---------------- | -------------------------------------------- | -------------------------------------------- | -------------- |
| Актор            | Емма Робертс                                 | Шанель Оберлін                               | Шанель Оберлін |
| Джеймі Лі Кертіс | Кеті Манч                                    | Кеті Манч                                    |                |
| Біллі Лурд       | Сейді Свенсон / Шанель № 3                   | Сейді Свенсон / Шанель № 3                   |                |
| Ебіґейл Бреслін  | Ліббі Патні / Шанель № 5                     | Ліббі Патні / Шанель № 5                     |                |
| Ліа Мішель       | Гестер Ульріх / Шанель № 6 / Червоний дідько | Гестер Ульріх / Шанель № 6 / Червоний дідько |                |
| Кеке Палмер      | Зейдей Вільямс                               | Зейдей Вільямс                               |                |
| Глен Пауелл      | Чед Редвіл                                   | Чед Редвіл                                   |                |
| Нісі Неш         | Деніз Гемпфіл                                | Деніз Гемпфіл                                |                |
| Олівер Хадсон    | Вес Гарднер / Зелений скнара                 | Вес Гарднер / Зелений скнара                 |                |
| Скайлер Семюелс  | Грейс Гарднер                                |                                              |                |
| Насім Педрад     | Джіджі Колдвел / Червоний дідько             |                                              |                |
| Дієго Бонета     | Піт Мартинес / Червоний дідько               |                                              |                |
| Люсьєн Лавісконт | Ерл Грей                                     |                                              |                |
| Аріана Ґранде    | Соня Герфман / Шанель № 2                    |                                              |                |
| Нік Джонас       | Бун Клеменс / Червоний дідько                |                                              |                |
| Таві Гевінсон    | Фізер МакКарті                               |                                              |                |
| Джон Стеймос     |                                              | лікарка Брук Голт                            |                |
| Тейлор Лотнер    |                                              | лікарка Кессіді Каскейд / Зелена скнара      |                |
| Кірсті Еллі      |                                              | сестра Інгрід Гуффел / Зелена скнара         |                |
| Джеррі О'Коннелл |                                              | доктор Майк                                  |                |

## Сезони
| Сезон | Епізоди | Епізоди | Оригінальний показ | Оригінальний показ |
| Сезон | Епізоди | Епізоди | Перший показ       | Останній показ     |
| ----- | ------- | ------- | ------------------ | ------------------ |
| 1     | 13      | 13      | 22 вересня 2015    | 8 грудня 2015      |
| 2     | 10      | 10      | 20 вересня 2016    | 20 грудня 2016     |

## Виробництво

### Розробка
20 жовтня 2014 року було оголошено, що Fox замовила 15-епізодний сезон серіалу «Королеви крику», створений Раяном Мерфі, Бредом Фелчаком і Ієном Бреннаном, які також створили «Хор». Виконавчими продюсерами стали Мерфі, Фелчак, Бреннан і Денні Ді Лорето.

### Кастинг
У грудні 2014 року стало відомо, що Емма Робертс і Джеймі Лі Кертіс будуть задіяні на регулярних ролях. У січні 2015 року Ліа Мішель, Джо Манганьелло, Кеке Палмер і Ебіґейл Бреслін приєднались до головного акторського складу, а співачка Аріана Ґранде — до другорядного. Пізніше в тому ж місяці Hollywood Reporter підтвердив, що Нік Джонас зіграє другорядну роль впродовж всього першого сезону. У лютому 2015 року Біллі Лурд і Скайлер Семюелс приєднались до головного акторського складу.
До касту другого сезону приєдналися Джон Стеймос і Тейлор Лотнер, також у другому сезоні з'явиться актор Колтон Хейнс, який зіграє другорядного персонажа в другому епізоді.

### Зйомки
Було повідомлено, що зйомки почнуться в квітні 2015 року, а прем'єра відбудеться восени цього року.
Зйомки другого сезону стартували в липні 2016 года.

## Маркетинг
13 лютого 2015 року FOX випустила трейлер-дражнилку серіалу на YouTube.

## Епізоди

### 1 сезон
| #                | Назва                                            | Режисер         | Сценарист                              | Дата виходу в США | Перший ефір українською | Код серії | Глядачів у США (у мільйонах) |
| ---------------- | ------------------------------------------------ | --------------- | -------------------------------------- | ----------------- | ----------------------- | --------- | ---------------------------- |
| 1                | «Пілот» «Pilot»                                  | Раян Мьорфі     | Раян Мьорфі, Бред Фальчук, Іян Бреннан | 22 вересня 2015   | —                       | 1AYD01    | 4.04                         |
| Перша серія      |                                                  |                 |                                        |                   |                         |           |                              |
| 2                | «Пекельний тиждень» «Hell Week»                  | Бред Фальчук    | Раян Мьорфі, Бред Фальчук, Іян Бреннан | 22 вересня 2015   | —                       | 1AYD02    | 4.04                         |
| Друга серія      |                                                  |                 |                                        |                   |                         |           |                              |
| 3                | «Бензопила» «Chainsaw»                           | Іян Бреннан     | Іян Бреннан                            | 29 вересня 2015   | —                       | 1AYD03    | 3.46                         |
| Третя серія      |                                                  |                 |                                        |                   |                         |           |                              |
| 4                | «Примарний дім» «Haunted House»                  | Бредлі Бюкер    | Бред Фальчук                           | 6 жовтня 2015     | —                       | 1AYD04    | 2.97                         |
| Четверта серія   |                                                  |                 |                                        |                   |                         |           |                              |
| 5                | «Гарбузовий горо́д» «Pumpkin Patch»               | Бред Фальчук    | Бред Фальчук                           | 13 жовтня 2015    | —                       | 1AYD05    | 2.39                         |
| П'ята серія      |                                                  |                 |                                        |                   |                         |           |                              |
| 6                | «Сім хвилин у Пеклі» «Seven Minutes in Hell»     | Майкл Аппендахл | Раян Мьорфі                            | 20 жовтня 2015    | —                       | 1AYD06    | 2.59                         |
| Шоста серія      |                                                  |                 |                                        |                   |                         |           |                              |
| 7                | «Остерігайся юних дівок» «Beware of Young Girls» | Барбара Браун   | Раян Мьорфі                            | 3 листопада 2015  | —                       | 1AYD07    | 2.44                         |
| Сьома серія      |                                                  |                 |                                        |                   |                         |           |                              |
| 8                | «Люба Мамцю» «Mommie Dearest»                    | Майкл Аппендахл | Іян Бреннан                            | 10 листопада 2015 | —                       | 1AYD08    | 2.51                         |
| 9 серія          |                                                  |                 |                                        |                   |                         |           |                              |
| 9                | «Оповідки про привидів» «Ghost Stories»          | Майкл Аппендахл | Раян Мьорфі                            | 17 листопада 2015 | —                       | 1AYD09    | 2.37                         |
| Дев'ята серія    |                                                  |                 |                                        |                   |                         |           |                              |
| 10               | «День подяки» «Thanksgiving»                     | Майкл Ліман     | Бред Фальчук                           | 24 листопада 2015 | —                       | 1AYD10    | 1.98                         |
| Десята серія     |                                                  |                 |                                        |                   |                         |           |                              |
| 11               | «Чорна П'ятниця» «Black Friday»                  | Барбара Браун   | Іян Бреннан                            | 1 грудня 2015     | —                       | 1AYD11    | 2.40                         |
| Одинадцята серія |                                                  |                 |                                        |                   |                         |           |                              |
| 12               | «Дурникус» «Dorkus»                              | Бредлі Бюкер    | Раян Мьорфі, Бред Фальчук, Іян Бреннан | 8 грудня 2015     | —                       | 1AYD12    | 2.53                         |
| Дванадцята серія |                                                  |                 |                                        |                   |                         |           |                              |
| 13               | «Остання дівка(и)» «The Final Girl(s)»           | Бред Фальчук    | Раян Мьорфі, Бред Фальчук, Іян Бреннан | 8 грудня 2015     | —                       | 1AYD13    | 2.53                         |
| Тринадцята серія |                                                  |                 |                                        |                   |                         |           |                              |

### 2 сезон
| Номер в сезоні       | Номер в загальному | Назва                                              | Режисер          | Сценарист                              | Дата виходу в США | Перший ефір українською | Код серії | Глядачів у США (у мільйонах) |
| -------------------- | ------------------ | -------------------------------------------------- | ---------------- | -------------------------------------- | ----------------- | ----------------------- | --------- | ---------------------------- |
| 1                    | 14                 | «Заверещи знову» «Scream Again»                    | Бред Фальчук     | Раян Мьорфі, Бред Фальчук, Іян Бреннан | 20 вересня 2016   | —                       | 2AYD01    | 2.17                         |
| Чотирнадцята серія   |                    |                                                    |                  |                                        |                   |                         |           |                              |
| 2                    | 15                 | «Бородавки і все таке» «Warts and All»             | Бредлі Бюкер     | Бред Фальчук                           | 27 вересня 2016   | —                       | 2AYD02    | 1.70                         |
| П'ятнадцята серія    |                    |                                                    |                  |                                        |                   |                         |           |                              |
| 3                    | 16                 | «Рукокандидати» «Handidates»                       | Барбара Браун    | Іян Бреннан                            | 11 жовтня 2016    | —                       | 2AYD03    | 1.59                         |
| Шістнадцята серія    |                    |                                                    |                  |                                        |                   |                         |           |                              |
| 4                    | 17                 | «Блюз Геловіну» «Halloween Blues»                  | Лоні Перістере   | Бред Фальчук                           | 18 жовтня 2016    | —                       | 2AYD04    | 1.43                         |
| Сімнадцята серія     |                    |                                                    |                  |                                        |                   |                         |           |                              |
| 5                    | 18                 | «Шанель Пауер Вбив-ство» «Chanel Pour Homme‑icide» | Барбара Браун    | Іян Бреннан                            | 15 листопада 2016 | —                       | 2AYD05    | 1.44                         |
| Вісімнадцята серія   |                    |                                                    |                  |                                        |                   |                         |           |                              |
| 6                    | 19                 | «Донорська здача крові» «Blood Drive»              | Мері Вігмор      | Бред Фальчук                           | 22 листопада 2016 | —                       | 2AYD06    | 1.15                         |
| Дев'ятнадцята серія  |                    |                                                    |                  |                                        |                   |                         |           |                              |
| 7                    | 20                 | «Рука» «The Hand»                                  | Барбара Браун    | Іян Бреннан                            | 29 листопада 2016 | —                       | 2AYD07    | 1.33                         |
| Двадцята серія       |                    |                                                    |                  |                                        |                   |                         |           |                              |
| 8                    | 21                 | «Рапунцель, Рапунцель» «Rapunzel, Rapunzel»        | Джеймі Лі Кертіс | Бред Фальчук                           | 6 грудня 2016     | —                       | 2AYD08    | 1.18                         |
| Двадцять перша серія |                    |                                                    |                  |                                        |                   |                         |           |                              |
| 9                    | 22                 | «Кохаючи пані Л.» «Lovin the D»                    | Меггі Кіллі      | Іян Бреннан                            | 13 грудня 2016    | —                       | 2AYD09    | 1.13                         |
| Двадцять друга серія |                    |                                                    |                  |                                        |                   |                         |           |                              |
| 10                   | 23                 | «Осуши дряговиння» «Drain the Swamp»               | Іян Бреннан      | Іян Бреннан, Бред Фальчук              | 20 грудня 2016    | —                       | 2AYD10    | 1.37                         |
| Двадцять третя серія |                    |                                                    |                  |                                        |                   |                         |           |                              |